# Fenilpropanoides

El 4-coumaroil-CoA es el precursor biosintético central de los fenilpropanoides (mostrado en estado protonado)

Fenilalanina

Tirosina

Los fenilpropanoides son una familia diversa de compuestos orgánicos que las plantas sintetizan a partir de los aminoácidos naturales fenilalanina y tirosina. Su nombre se deriva del grupo fenilo aromático de seis carbonos y la cola de propeno de tres carbonos del propilbenceno, que es el esqueleto estructural de los fenilpropanoides. A partir del ácido p-cumárico emana la biosíntesis de una miríada de productos naturales que incluyen lignol (precursor de la lignina y lignocelulosa), flavonoides, isoflavonoides, cumarinas, auronas, estilbenos, catequina y fenilpropanoides. El componente de cumaroilo se produce a partir de ácido cinámico.
Los fenilpropanoides se encuentran en todo el reino vegetal, donde sirven como componentes esenciales de varios polímeros estructurales, brindan protección contra la luz ultravioleta, defienden contra herbívoros y patógenos y median las interacciones planta-polinizador como pigmentos florales y compuestos aromáticos.

## Ácidos hidroxicinámicos

Ácido cinámico

La fenilalanina se convierte primero en ácido cinámico por la acción de la enzima fenilalanina amoniaco liasa (PAL, de sus siglas en inglés):
Algunas plantas, principalmente las monocotiledóneas, utilizan tirosina para sintetizar el ácido p-cumárico mediante la acción de la enzima bifuncional fenilalanina/tirosina amoniaco liasa (PTAL). No obstante, todas las plantas son capaces de sintetizar el ácido p-cumárico por hidroxilación del ácido cinámico. Una serie de hidroxilaciones y metilaciones enzimáticas conducen al ácido cumarico, ácido cafeico, ácido ferúlico, ácido 5-hidroxiférico y ácido sinápico. La conversión de estos ácidos en sus ésteres correspondientes produce algunos de los componentes volátiles de las fragancias de hierbas y flores, que cumplen muchas funciones, como atraer polinizadores. El cinamato de etilo es un ejemplo común.

## Aldehídos cinámicos y monolignol
La reducción de los grupos funcionales ácido carboxílico en los ácidos cinámicos proporciona los correspondientes aldehídos, tales como el cinamaldehído. La reducción adicional proporciona monolignoles que incluyen alcohol p-cumarílico, alcohol coniferílico y alcohol sinapílico, que varían solo en su grado de metoxilación (cantidad de metoxilos). Los monolignoles son monómeros que se polimerizan para generar diversas formas de lignina y suberina, que se utilizan como componente estructural de las paredes celulares de las plantas.
Los fenilpropenos, como el eugenol, anetol, safrol y estragol, también se derivan de los monolignoles. Estos compuestos son los componentes principales de varios aceites esenciales.

## Cumarinas

umbeliferona

La hidroxilación del ácido cinámico en la posición 4 por la trans-cinamato 4-monooxigenasa conduce al ácido p-cumárico, que puede modificarse adicionalmente en derivados hidroxilados como la umbeliferona, la esculetina, escopoletina, escopolina, suberisina...

## Flavonoides e isoflavonoides
Para estos compuestos se combinan dos vías, primero se parte del ácido p-cumárico a través de su tioéster con coenzima A, es decir, el 4-cumaroil-CoA, para la producción de chalconas. Esto se logra a través de la ruta del ácido shikímico con la adición de 3 moléculas de malonil-CoA y su ciclación en un segundo grupo fenilo. Las chalconas son los precursores de todos los flavonoides, ya que experimentan una adición de Michael intramolecular que conduce a las flavanonas. Éstas experimentan subsiguientemente procesos de oxidación o deshidrogenación a flavonas, flavonoles y demás clases de flavonoides.